# Germerio de Tolosa
Germerio de Tolosa (Angulema, ca. 480- Ox, 16 de mayo de ca. 560) es. Es contemporáneo del Papa Juan III.

## Biografía
Nacido en Angulema, fue nombrado obispo de Toulouse (hacia el año 691). San Germerio evangelizó todo el valle del Garona.  
Construyó un monasterio en Ox, aldea que forma parte del municipio de Muret. También es el fundador de la iglesia Nuestra Señora de la Dalbade. 
Llevó una vida austera, en ayunos, oraciones y limosnas. Hizo varios milagros curando a los enfermos y haciendo brotar por su intercesión un manantial de agua viva, un lugar de peregrinaje todavía frecuentado hoy a pocos kilómetros de Boulaur en la carretera de Simorre.
San Germerio murió en Ox y fue enterrado en la iglesia de Santiago de Muret.

## Crítica hagiográfica
El único documento que se conserva sobre su existencia cierta es una carta que le escribió a Clodoveo IV, rey de Austrasia, datable entre el 691 y el 695. El resto de la información sobre su vida carece de certeza documental que la sostenga.